# Myrcia connata
Myrcia connata är en myrtenväxtart som beskrevs av Mcvaugh. Myrcia connata ingår i släktet Myrcia och familjen myrtenväxter.
Artens utbredningsområde är Bolivia. Inga underarter finns listade i Catalogue of Life.